# Julian Mamczyński
Julian Mamczyński (ur. 27 lutego 1884 we Lwowie, zm. ?) – inspektor Straży Granicznej i major piechoty Wojska Polskiego.

## Życiorys
Urodził się 27 lutego 1884 we Lwowie. W czasie I wojny światowej walczył w szeregach c. k. Pułku Strzelców Nr 3. Na stopień nadporucznika został mianowany ze starszeństwem z 1 stycznia 1915.
Służył w 32 pułku piechoty w Modlinie. 3 maja 1922 został zweryfikowany w stopniu majora ze starszeństwem z dniem 1 czerwca 1919 i 335. lokatą w korpusie oficerów piechoty. W lipcu tego roku został zatwierdzony na stanowisku dowódcy I batalionu. W 1924 został wyznaczony na stanowisko kwatermistrza. Z dniem 25 lutego 1925 został przeniesiony do Korpusu Ochrony Pogranicza na stanowisko dowódcy 17 baonu granicznego w Dawidgródku. W listopadzie 1927 został przeniesiony z KOP do 75 pułku piechoty w Chorzowie na stanowisko kwatermistrza. W marcu 1929 został zwolniony z zajmowanego stanowiska i oddany do dyspozycji dowódcy Okręgu Korpusu Nr V, a z dniem 30 września tego roku przeniesiony w stan spoczynku. W 1934, jako oficer stanu spoczynku pozostawał w ewidencji Powiatowej Komendy Uzupełnień Nowy Targ. Posiadał przydział do Oficerskiej Kadry Okręgowej Nr V. Był wówczas w grupie oficerów „pełniących służbę w Straży Granicznej”.
W lipcu 1929 został wyznaczony na stanowisko kierownika Inspektoratu Granicznego w Gdyni. Awansował na stopień inspektora. W październiku 1932 został przeniesiony do Inspektoratu Granicznego Nowy Targ na stanowisko kierownika. Obowiązki służbowe łączył z funkcją społeczną prezesa zarządu powiatowego Związku Strzeleckiego, Związku Oficerów Rezerwy Rzeczypospolitej Polskiej i Federacji Polskich Związków Obrońców Ojczyzny w Nowym Targu. W sierpniu 1937 został przeniesiony w stan nieczynny, a w lutym 1938 przeniesiony w stan spoczynku.

## Ordery i odznaczenia
- Krzyż Walecznych[17][18]
- Srebrny Krzyż Zasługi – 29 października 1926 „za zasługi położone około zabezpieczenia granic Państwa”[19][20]
- Krzyż Oficerski Orderu Gwiazdy Rumunii[21][17]
- Srebrny Medal Waleczności 1 klasy[2]